# Lutzomyia rabelloi
Lutzomyia rabelloi är en tvåvingeart som beskrevs av Galati E. A. B., Gomes A. C. 1992. Lutzomyia rabelloi ingår i släktet Lutzomyia och familjen fjärilsmyggor. Inga underarter finns listade i Catalogue of Life.